# درويشالي (بوكان)
قرية درويشالي (بالكردية: دەروێشاڵی) هي إحدى القرى التابعة لـفيض الله بغي في ريف قسم مركزي من مقاطعة بوكان، في محافظة أذربیجان الغربیة الإيرانية.

## السكان
حسب إحصاءات سنة 2006، بلغ إجمالي السكان في درويشالي 133 نسمة وعدد المساكن 26 مسكن. لغة سكان درويشالي هي اللغة الكردية و هم من أهل السنة والجماعة والمذهب الشافعي.